# Autotopograf
Autotopograf – urządzenie mechaniczne zainstalowane w pojeździe mechanicznym (najczęściej wojskowym) służące do określania położenia (współrzędnych x, y) oraz kierunku poruszania się (azymutu). Po wstępnym "zaprogramowaniu" kreślące przez pewien czas, przebytą przez pojazd trasę na mapie topograficznej.
Stosowane w wojsku do prowadzenia kolumn w nieznanym terenie, w nocy, ale także pod wodą, w czasie pokonywania po dnie przeszkód wodnych.
Wyparte przez urządzenia nawigacji satelitarnej – GPS.